# Моріґучі
Моріґу́чі (яп. 守口市, もりぐちし, МФА: [moɾigut͡ɕi ɕi̥]?) — місто в Японії, в префектурі Осака.     Отримало статус міста 1946 року. Площа становить 12,73 км². Станом на 1 липня 2012 року населення складало 145 452  осіб, густота населення — 11 430 осіб/км².     

## Демографія
Згідно з даними перепису населення Японії, населення Моріґучі збільшувалось до 70-х років, після чого почало трохи зменшуватись. Станом на 1 жовтня 2020 року населення складало 143 096 осіб, густота населення — 11 259 осіб/км².

## Історія
Моріґучі отримало статус міста 1 листопада 1946 року.